# Cappella di San Benedetto
(Don Speranza 1779-Archivio parrocchiale)
La cappella di San Benedetto è un luogo di culto cattolico di Gromo, posto sul lato nord della parrocchiale di San Giacomo e San Vincenzo della diocesi e provincia di Bergamo.

## Storia
L'antica chiesa di San Giacomo e San Vincenzo edificata nel XII secolo, era stata consacrata nel 1453 dal vescovo Giovanni Barozzi, come riportato dagli atti del registro del vescovo Vittore Soranzo. Il Barozzi era venuto a Gromo accompagnato dal vetusto Giovanni Buccelleni vescovo di Crisopoli che era stato vicario generale della diocesi orobica e priore dell'abbazia di Pontida, suffraganeo del Barozzi e nativo del paese. Buccelleni espresse il desiderio di poter edificare una cappella, e in quell'occasione fu concesso il permesso.
Il 4 maggio 1454 fu rogato un atto dal cancelliere del vescovo Francesco Salvetti di fondazione della cappella intitolata ai santi Giacomo il Maggiore apostolo che era patrono della chiesa di Pontida di cui Buccelleni era priore, e san Benedetto fondatore dell'ordine dei benedettini. Del medesimo anno è un atto notarile per l'acquisto di una casa sul territorio dei Tezzi  per gli arredi della cappella Nell'atto il Buccelleni viene indicato come facente parte dell'ordine cluniacense e vicario generale del vescovo Barozzi, o Baronzio.

Gli atti della Visita pastorale del 1575 di san Carlo Borromeo descrivono il luogo di culto avente il giuspatronato della famiglia Buccelleni: 
(Visita pastorale 1575 San Carlo Borromeo)

Il luogo di culto originariamente era stato edificato sulla zona cimiteriale, e aveva una grande apertura, probabilmente chiusa solo da una cancellata. Un verbale del 1602 della Visita pastorale del vescovo Giambattista Milani cita: 
(Archivio parrocchiale)
.
L'arco a sesto acuto, in pietra bocciardata testimonia questa prima struttura, chiusa nel 1728 con un portone e con due finestre laterali munite di inferriata come riporta l'epigrafe posta sulla controfacciata dell'aula, perché la cappella essendo aperta sul porticato, era soggetta ad intemperie come riporta uno scritto del 1624 dell'allora parroco Gaioncelli: 
(Archivio parrocchiale)

## Descrizione
Sul lato a nord della chiesa parrocchiale dedicata a san Giacomo il Maggiore e a san Vincenzo di Saragozza, sulla parte terminale dell'antico porticato, dove un tempo vi era la zona cimiteriale, è ben visibile l'apertura di una piccola cappella.
La cappella è completamente affrescata con disegni giotteschi di anonima esecuzione, posti su fasce soprapposte, con le storie dei due santi, pitture che sono state picchiettate nel XVIII secolo perché potesse aggrappare la stabilitura, solo un restauro del 2008, voluto da don Virgilio Fenaroli, ha ridato luce agli affreschi dell'aula. Il restauro è stato realizzato con il benestare della Sovraintendenza dei beni artistici di Milano nella persona della signora Amalia Pacia. Sulla parete a nord dove era originariamente posizionato un altare, vi è l'affresco della Crocifissione con ai lati l'immagine della Vergine e di san Giovanni evangelista, ai piedi della croce vi è dipinto un vescovo genuflesso, probabilmente lo stesso Buccelleni, che era stato il committente. Sul pavimento in cotto vi è una tomba che riporta sulla pietra lapidale la scritta A no DOMINI DIE 7 MARZII 1582 OBIIT FRANCISCUS BUCCELLENII EPIUS DEL LAURETO HIC SEPULTUS BENEFACTOR ECELICIAE GROMO.